# Konarus crassicornis
Konarus crassicornis is een naaldkreeftjessoort uit de familie van de Leptocheliidae. De wetenschappelijke naam van de soort is voor het eerst geldig gepubliceerd in 1905 door Stebbing.